# Ny Fornacis
Ny Fornacis (ν Fornacis, förkortat Ny For, ν For), som är stjärnans Bayer-beteckning, är en ensam stjärna i den västra delen av stjärnbilden Ugnen. Den har en genomsnittlig skenbar magnitud på +4,69 och är synlig för blotta ögat där ljusföroreningar ej förekommer. Baserat på parallaxmätningar i Hipparcos-uppdraget på 8,8 mas beräknas den befinna sig på ca 370 ljusårs (114 parsek) avstånd från solen.

## Egenskaper
Ny Fornacis är en blå till vit jättestjärna av spektralklass B9.5 III. Den har en massa som är ca 3,7 gånger solens massa, en radie som är ca 3,2 gånger större än solens och utsänder ca 245  gånger mera energi än solen från dess fotosfär vid en effektiv temperatur på ca 13 400 K.
Ny Fornacis är en roterande variabel av Alfa2 Canum Venaticorum-typ (ACV). Den varierar mellan skenbar magnitud +4,68 och 4,71 med en period av 1,89232 dygn.